# Cynara
Pour les articles homonymes, voir Cynara (homonymie).
Genre
Classification phylogénétique
Cynara est un  genre de plantes vivaces à port de chardon de la famille des Asteraceae, originaire de la région méditerranéenne (Europe méridionale, Afrique du Nord) et des îles Canaries. Ce genre comprend une dizaine d'espèces.

## Étymologie
Le nom de genre Cynara, introduit par Linné en 1753, est d'étymologie incertaine. Il pourrait être un emprunt au grec classique κινάρα / kinára ou κυνάρα / kunára (« cardon, églantier, artichaut »), ou bien au latin cinara « cardon, artichaut », lui-même issu du grec.

## Taxonomie
Le genre comporte 6 espèces originaires de la région méditerranéenne:
- le complexe Cynara cardunculus comportant deux plantes cultivées «l'artichaut » et « le cardon » et le cardon sauvage:
  - C. cardunculus var. scolymus (L.) Fiori, artichaut cultivé
  - C. cardunculus var. altilis DC (= C. cardunculus subsp. cardunculus), cardon cultivé
  - C. cardunculus var. sylvestris (Lamk.) Fiori, cardon sauvage
- Cynara syriaca Boiss.
- Cynara cornigera Lindely (syn. sibthornpiana Boiss. et Heldr.)
- Cynara algarbiensis Cosson
- Cynara baetica (Spreng.) Pau (syn. alba Boiss.)
- Cynara humilis L.
- Cynara cyrenaica Maire & Weiller

En 1753, Linné avait nommé l'artichaut Cynara scolymus. Sa relation avec le cardon a longtemps posé problème. Dès 1848, De Candolle fut le premier à considérer qu'il fallait sur des critères morphologiques, dériver l'artichaut de l'espèce sauvage C. cardunculus L. var. sylvestris (Lamk) Fiori.
À partir des années 1980, Basnizki montra que les trois variétés de Cynara cardunculus sont totalement interfécondes et que leurs hybrides F1 sont fertiles.
Mais une barrière reproductive séparent ces variétés des autres espèces de Cynara sauvages. Les croisements entre C. cardunculus et les espèces C. syriaca, C. algarbiensis, C. baetica et C. humilis ne produisent que quelques graines et leurs hybrides F1 sont généralement stériles.
L'artichaut cultivé serait donc une forme obtenue par culture du cardon sauvage C. cardunculus. L'étude des affinités génétiques entre les espèces de Cynara confirme que l'ancêtre sauvage de l'artichaut est la forme sauvage du cardon. En France, l'artichaut n'est que très rarement trouvé échappé des jardins.
La distinction du cardon de l'artichaut se fait par la présence ou l'absence d'épines
|                                                               | Cardon         | Artichaut   |
| Bractées involucrales et segments foliaires ultimes terminées | par des épines | sans épines |

## Description
Les espèces du genre Cynara sont des plantes annuelles ou pérennes, de 50 à 250 cm de haut. Les feuilles sont lobées (1-3 pennées) ou composées.
La tête est un capitule terminal, discoïde. Les bractées de l'involucre sont nombreuses, en 5-8 séries inégales. Les fleurs sont petites avec une corolle de couleur blanche, bleue ou pourpre.

## Distribution
- Cynara  algarbiensis, C.  baetica, C.  humilis, C.  tournefortii sont principalement distribuées en Méditerranée occidentale. C. cardunculus est distribuée dans les régions centrales, occidentales et avec quelquespopulations isolées dans la partie orientale[9]
- C.  cornigera, C.  cyrenaica, C.  syriaca sont de la partie orientale de la Méditerranée

## Utilisations
Trois taxons sont consommés par l'homme:
- C. cardunculus var. altilis DC, le cardon, cultivé comme légume dont on consomme les « côtes » charnues. On peut en tirer un coagulant utilisé comme alternative à la présure dans la fabrication du fromage, avec l'avantage que le fromage convient alors totalement aux végétariens ; de nombreux fromages, dans les pays du sud de l'Europe sont traditionnellement fabriqués de cette manière. L'artichaut cultivé pourrait être un ancien cultigène de cette espèce. Cette plante, introduite en Californie et en Australie, y est devenue envahissante.
- Cynara humilis, plante épineuse sauvage du sud de l'Europe et de l'Afrique du Nord, est traditionnellement consommée par les Berbères. Comme Cynara cardunculus, elle peut aussi être employée pour la fabrication du fromage.
- C. cardunculus var. scolymus  (jadis appelé par Linné Cynara scolymus), l'artichaut, cultivé comme légume dont on consomme le réceptacle floral. Il diffère de Cynara cardunculus par les feuilles et les bractées internes de l'involucre moins épineuses.

## Liste des espèces
The Plant List répertorie 44 noms scientifiques de plantes du genre Cynara dont 11 noms d'espèces acceptées et 23 synonymes (et 10 non établis):
- Cynara algarbiensis Mariz
- Cynara auranitica Post
- Cynara auranitiaca Post
- Cynara baetica (Spreng.) Pau
- Cynara cardunculus L.
- Cynara cornigera Lindl.
- Cynara cyrenaica Maire & Weiller
- Cynara humilis L.
- Cynara scolymus L. (ici = C. cardunculus var. scolymus (L.) Fiori)
- Cynara syriaca Boiss. cf qui pousse en Palestine.
- Cynara tournefortii Boiss. & Reut.

Les espèces de Cynara sont parasitées par les larves de certaines espèces de lépidoptères dont la méticuleuse (Phlogophora meticulosa) et la phalène de l'olivier (Gymnoscelis rufifasciata).